# Балонь Андрій Богданович
Андрі́й Богда́нович Балонь (нар. 6 листопада 1982, місто Стебник, Львівська область) — український правник, чиновник, державний діяч регіонального рівня, голова Кіровоградської обласної державної адміністрації (з 8 листопада 2019 по 27 червня 2020 року).

## Життєпис
Андрій Балонь народився 6 листопада 1982 року в місті Стебнику Львівської області.
2003 року Закінчив Університет МВС України, юрист.
З липня 2003 по лютий 2004 року — слідчий слідчого відділу Старосамбірського районного відділу управління МВС України Львівської області. З лютого 2004 по квітень 2010 року — старший слідчий слідчого відділу Дрогобицького міського відділу Головного управління МВС України Львівської області. З квітня 2010 по червень 2011 року — заступник начальника Самбірського міського відділу Головного управління МВС України Львівської області — начальник слідчого відділу. У червні — вересні 2011 року — заступник начальника Франківського районного відділу Львівського міського управління МВС України Львівської області — начальник слідчого відділу.
У жовтні 2012 — жовтні 2013 року — заступник начальника слідчого управління Управління МВС України в Житомирській області. З жовтня 2013 по січень 2014 року — старший слідчий в особливо важливих справах — криміналіст відділу розслідування злочинів, скоєних проти життя та здоров'я особи, слідчого управління Управління МВС України в Полтавській області. У січні — червні 2014 року — начальник відділу розслідування особливо важливих справ та злочинів, учинених організованими групами і злочинними організаціями, слідчого управління Управління МВС України в Полтавській області. З червня 2014 по серпень 2015 року — 1-й заступник начальника Управління МВС України в Полтавській області — начальник слідчого управління.
У вересні 2015 — травні 2017 року — доцент катедри державного управління та права Полтавського технічного університету. Кандидат юридичних наук.
З травня 2017 по 2019 рік — заступник голови Херсонської обласної державної адміністрації з гуманітарних питань, фінансів та взаємодії з правоохоронними органами.
2017 року здобув другу освіту за фахом «Фінанси і кредит» в Інституті післядипломної освіти Національного університету ім. Шевченка. Працював доцентом Херсонського університету, викладачем в Одеському університеті МВС.
Керівник Федерації легкої атлетики Херсонської області, приділяв увагу розвитку веслування на байдарках і каное.
З 8 листопада 2019 по 27 червня 2020 року — голова Кіровоградської обласної державної адміністрації, звільнений з посади згідно з заявою про звільнення.

## Розслідування
27 червня 2020 року звільнений з посади голови Кіровоградської облдержадміністрації («згідно з поданою ним заявою») після того, як правоохоронці задокументували вимагання хабаря розміром 1,8 млн грн. Йому обрали запобіжний захід у вигляді тримання під вартою на два місяці або заставу розміром 10 млн грн. За даними слідства, чиновники вимагал гроші у керівника одного з органів обласної влади в обмін на невтручання у його діяльність.
3 липня за Балоня внесли заставу розміром 10,1 млн грн, також внесено заставу за його підлеглого, керівника патронатної служби Сергія Шевченка — 5 млн грн.

## Родина
Дружина — Балонь Ілона Сергіївна. Згідно з декларацією за 2018 р. Ілона Балонь володіє квартирою у Дрогобичі площею 83 м², придбаною 2008 року, та квартирою в Києві, площею майже 100 м², яка у грудні 2013 року коштувала понад 1 млн грн. Сам Балонь у власності житлову площу не декларував.
Син Матвій.